# Viticulture en Pologne

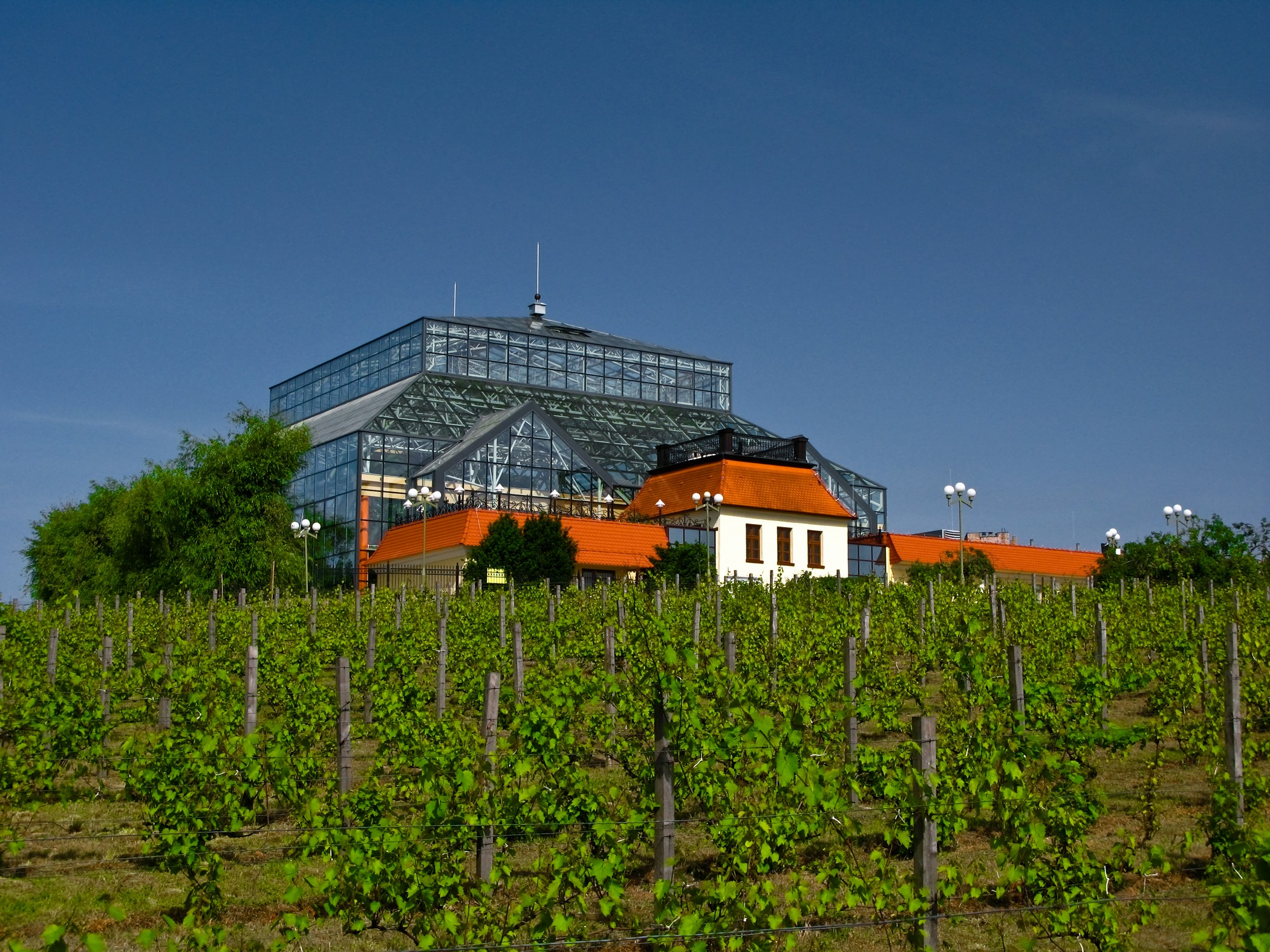
Vignoble de la Palmiarnia à Zielona Góra

La viticulture en Pologne est renaissante depuis 2005. Depuis longtemps toute tradition viticole avait été perdue. De plus, le vin n'avait jamais été populaire, les Polonais lui préférant la vodka, la bière ou à défaut des vins de fruit. 

## Histoire
Une première viticulture fut développée dans la région de Zielona Góra, au cours du haut Moyen Âge, par les bénédictins et les cisterciens, l'Église encouragent la production de vin localement pour célébrer la messe. Les fouilles archéologiques ont confirmé que, à la fin des IXe et Xe siècles, les vignes étaient cultivées dans des domaines de la Petite Pologne. Une bulle pontificale d'Innocent II, en 1136, indique que dans la mense de l'archevêché de Gniezno se trouvent des vignobles situés autour de Plock et de Włocławek. Ces vignes provenaient du sud de l'Europe, probablement de la Grande Moravie.
De cette période, il subsiste le Jutrzenka, un cépage typiquement polonais. Au XIIe, il était planté sur la butte du château de Wawel à Cracovie, selon le témoignage de Risi, un géographe arabe, qui voyagea en Pologne. Ce vignoble perdura jusqu'au XIXe siècle et fut arraché par les Autrichiens pour laisser la place à une citadelle.

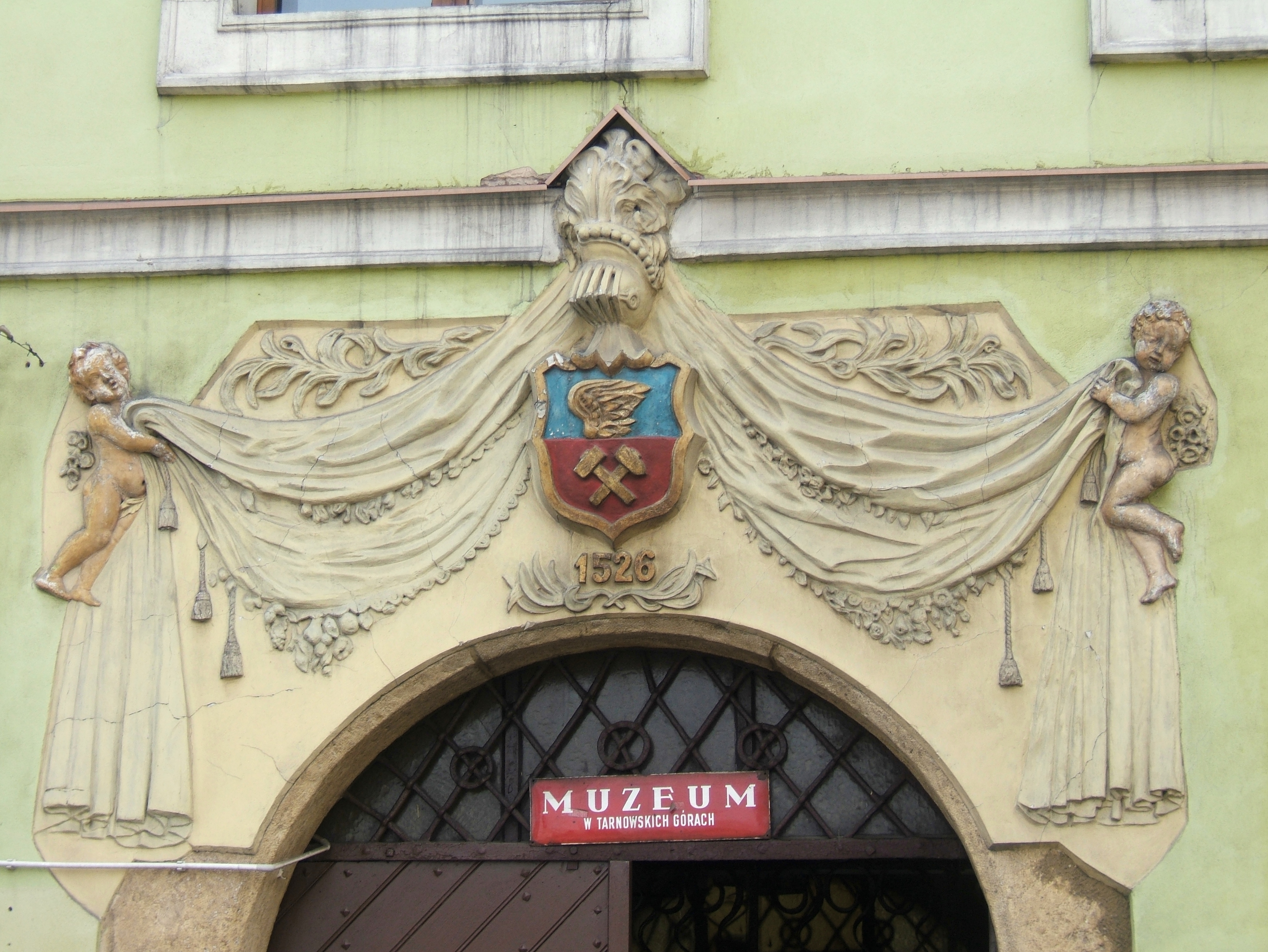
Portail de la cave de Tarnowskie Góry avec ses anciennes armoiries datées de 1526

Ce petit vignoble ne devait qu'approvisionner la Cour royale, puisque tout au long du Moyen Âge ce furent la bière et l'hydromel qui accompagnaient le repas quotidien. Lors des jours de fêtes apparaissait sur les tables nobles du vin importé de Silésie et de Hongrie.

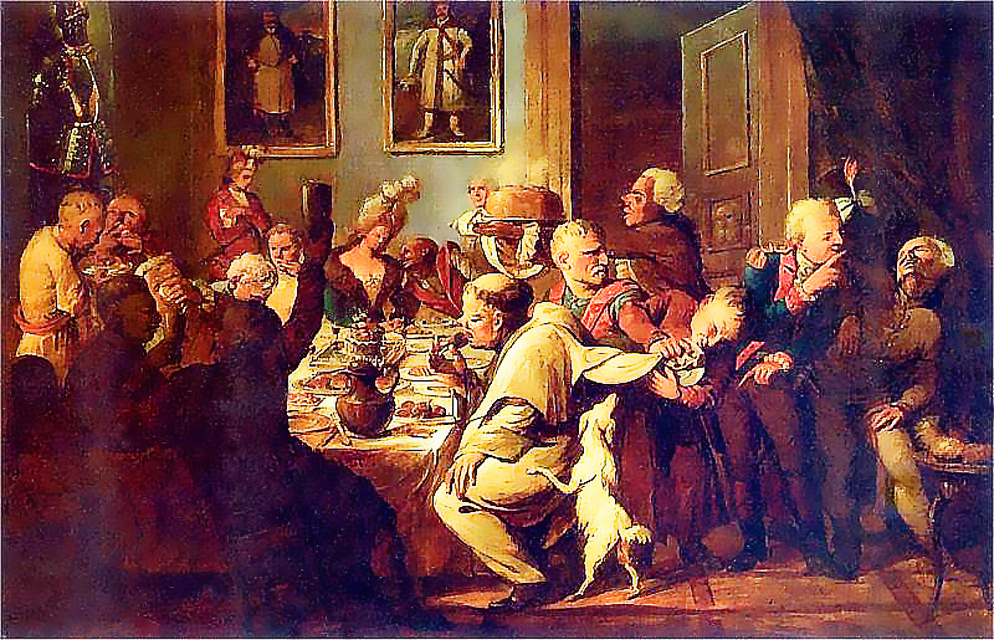
Fête à Radziwill sous le règne de Stanislas II de Pologne, fin XVIIIe

Les Polonais avaient pourtant acquis une réputation de franc-buveurs. En 1733, les auteurs de l'Histoire des rois de Pologne et du gouvernement de ce royaume notaient ce conseil donné aux ambassadeurs lors de la tenue de la Diète pour l'élection du roi de Pologne : 
« Au reste, comme la bonne chère & principalement le bon vin, contribue le plus après l'argent, au succès de tout ce que l'on veut faire, j'ose dire aussi que les Ambassadeurs doivent prendre grand soin de bien traiter les Polonois & même de les faire boire jusqu'à les enyvrer ».
Un proverbe affirme d'ailleurs : « Polak i Węgri są dwa bratanki, i do szabli i do szklanki’ », ce qui se traduit par : « Les Polonais et les Hongrois sont deux frères, avec leurs sabres et avec leur verres ».

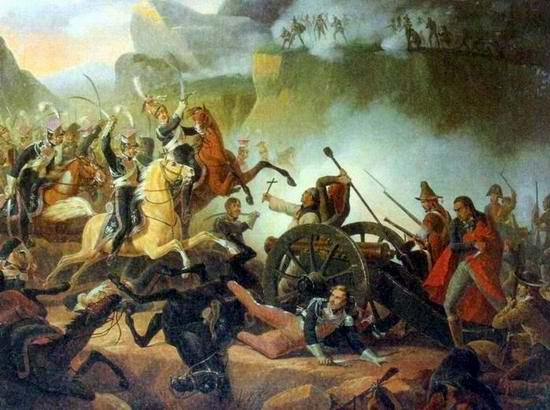
Charge de la cavalerie polonaise
Huile sur toile de Janvier Suchodolski, 1875

Et Napoléon aurait lancé admiratif à ses troupes après la charge des lanciers polonais à la bataille de Somosierra : « Soyez ivre comme des Polonais, mais soyez aussi brave qu'eux ». Si depuis le sens a été détourné, dans l'esprit de l'empereur « Boire comme un Polonais » signifiait savoir boire sans s’enivrer. 
Affirmation que l'on retrouve dans d'autres pays pour d'autres peuples. les Tchèques qualifient un ivrogne de « plein comme un Danois », ou un gros buveur de « boire comme un Hollandais ». 
Depuis le changement de millénaire, la Pologne a été incluse dans la zone viticole A de l'Union européenne, ce qui lui donne le droit de produire du vin. Cette autorisation lui a permis de vinifier trois millions de bouteilles chaque année depuis 2005.
Vin d'une qualité déjà estimable puisque le 20e Vinoforum International 2011 s'est déroulé à Krynica. Sur les 400 vins présentés, il y avait 5 cuvées polonaises. Roman Mysliwiec, un des responsables de la viticulture polonaise, considère que « ce concours a traversé toute l'Europe pour venir en Pologne, car les vins polonais se sont distingués depuis deux ans lors de nombreuses compétitions internationales ».

## Situation géographique

### Climat

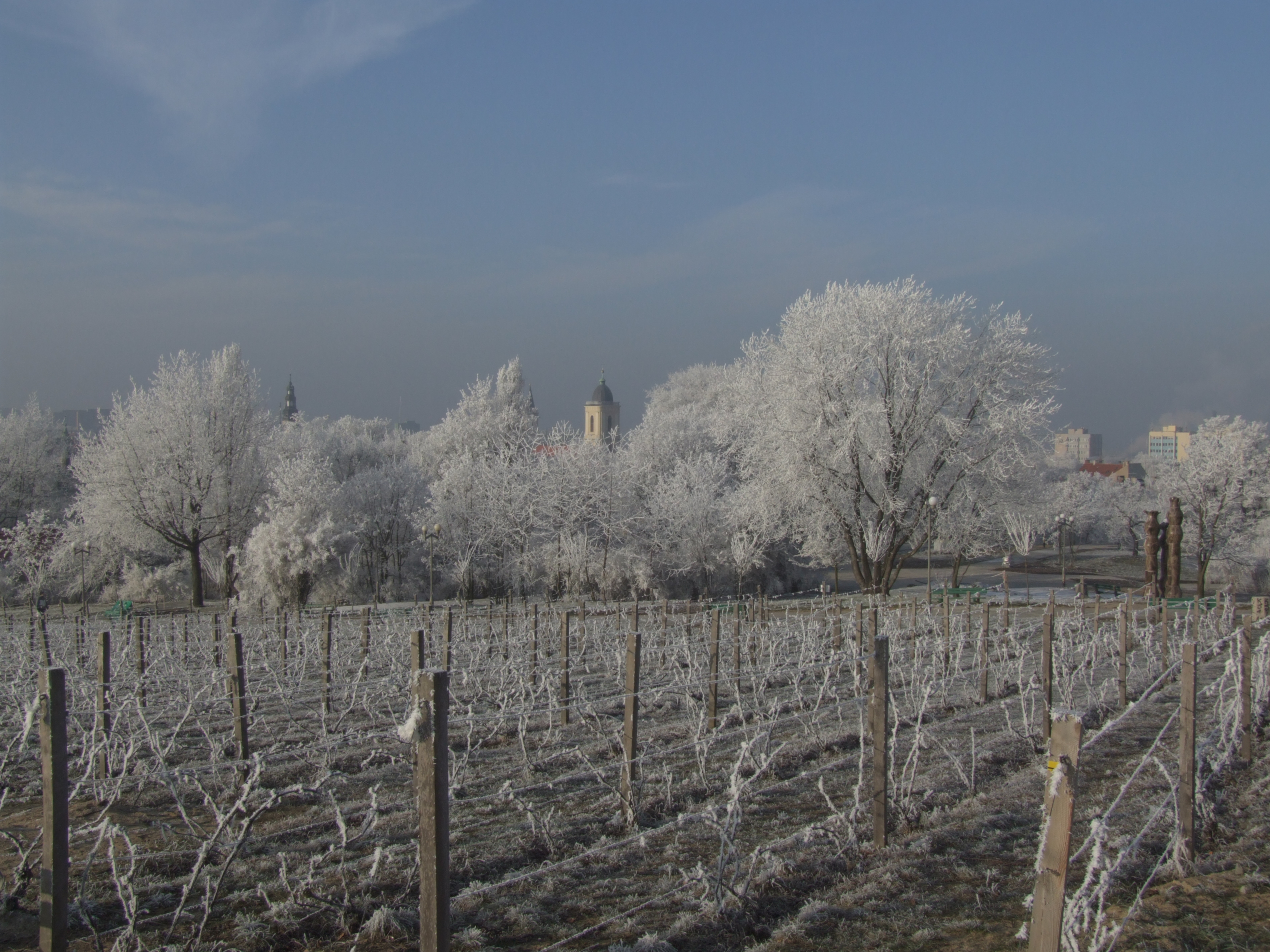
Le vignoble de Zielona Góra en hiver

Un automne très humide et des hivers très vigoureux, avec de nombreux jours de gel ne sont pas des conditions idéales pour les vignes. Aussi celles-ci se cantonnent dans des secteurs comme celui de Zielona Góra (la Montagne verte) où existe un climat de transition tempéré, avec une prédominance des influences océaniques. La moyenne de juillet est de 18,3° et celle de janvier de -1,3 °. Ces conditions climatiques comparables à celles de l'Allemagne, permettent de produire des vins de qualité grâce à des cépages plus résistants au froid, venus pour la plupart de l'Europe de l'Est,.

## Vignoble

### Présentation
La viticulture polonaise, bien que marginale, est en plein développement. En 2004, la production des vins s'élevait à 199 637 hectolitres. La filière viticole emploie désormais 2 500 personnes.
Le grand centre viticole de la Pologne est Zielona Góra qui concentre dans son secteur la majeure partie du vignoble polonais. On note aussi de petits vignobles à Rzeszów, à Lublin, à Wrocław et à Kazimierz Dolny, ville située à une centaine de kilomètres au sud de Varsovie.

### Encépagement

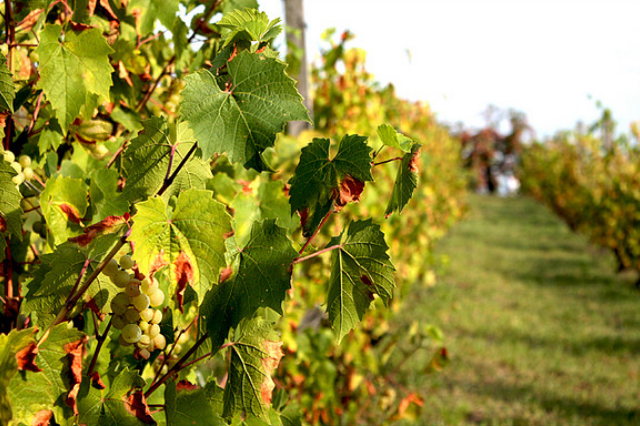
Raisins prêts à être vendangés

Les cépages les plus cultivés sont le riesling, le chardonnay, le gewurztraminer, le rülander, le sylvaner[réf. souhaitée], ainsi que le seyval blanc, le bianca, le muscat Odessa et le rondo. Ces derniers ont été plantés, dans les années 1990 avec le concours de chercheurs de Russie, de la Moldavie et du Canada. Des cépages plus adaptés au gel, comme le svenson red, ont été testés puisqu'ils résistent à des températures de −35 °C.

### Méthodes culturales et réglementaires

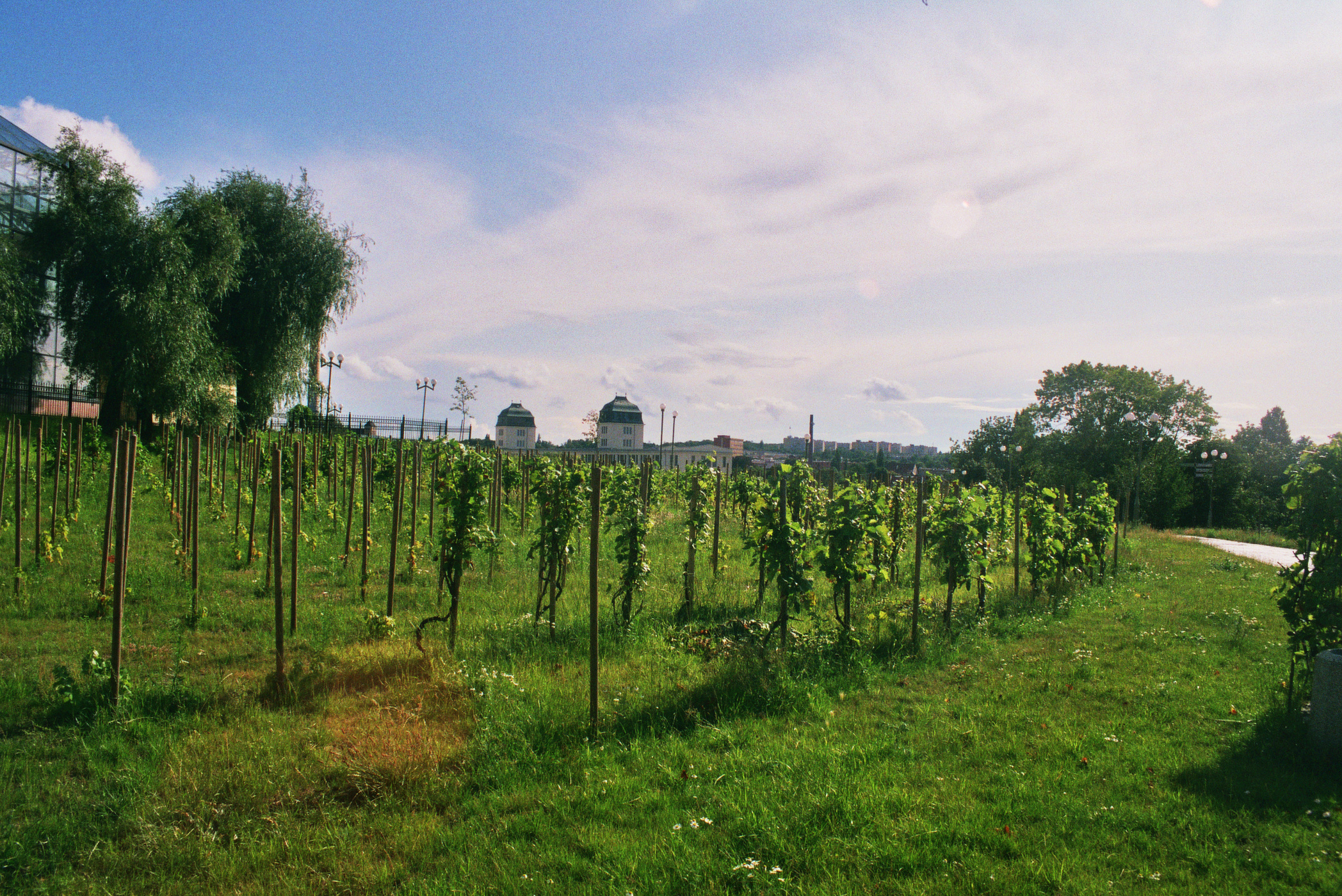
Vignoble polonais conduit en hautain

Pour résister au froid et capter au mieux le soleil, les vignes sont conduites en hautain, jusqu'à 1,50 m de haut grâce à des poteaux de béton rectiligne ou en forme de Y. 
Une loi manquait pour réglementer la production et définir le rôle des pouvoirs publics tant dans les procédures de contrôle sanitaire et la mise en place des laboratoires d'analyse pour le contrôle des vins. Les viticulteurs souhaitaient qu'elle précise aussi les modalités de stockage et de distribution. Elle a été adoptée, en 2008, par le parlement polonais et octroie aux viticulteurs la liberté de produire et de vendre leur production viticole[réf. nécessaire].

### Vinification et élevage

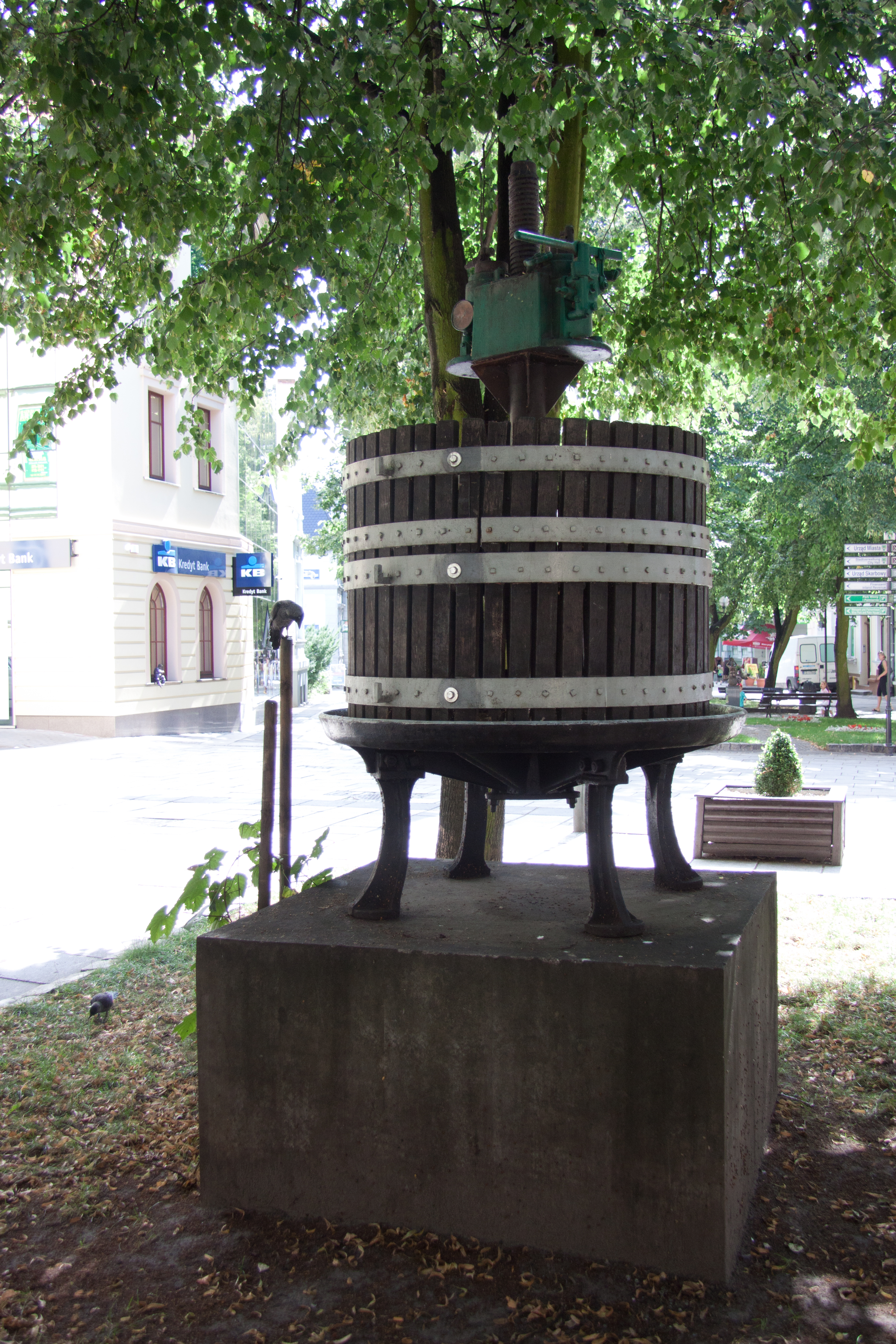
Vieux pressoir à vin à Zielona Góra
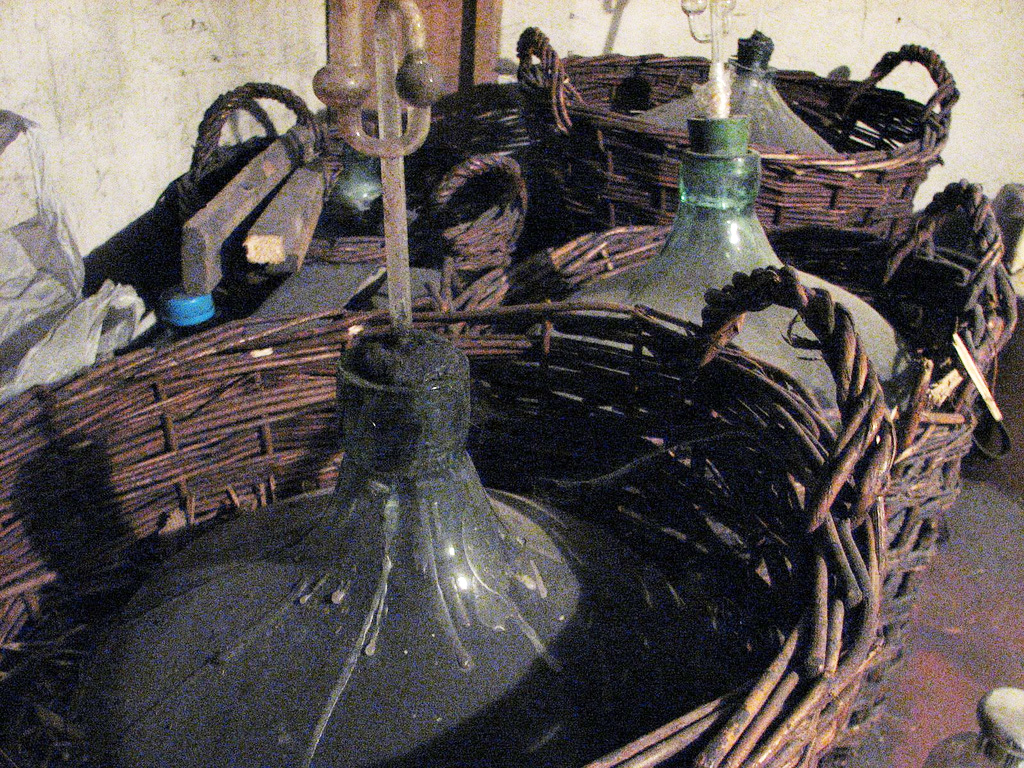
Bonbonnes ayant servi pour la fermentation du vin
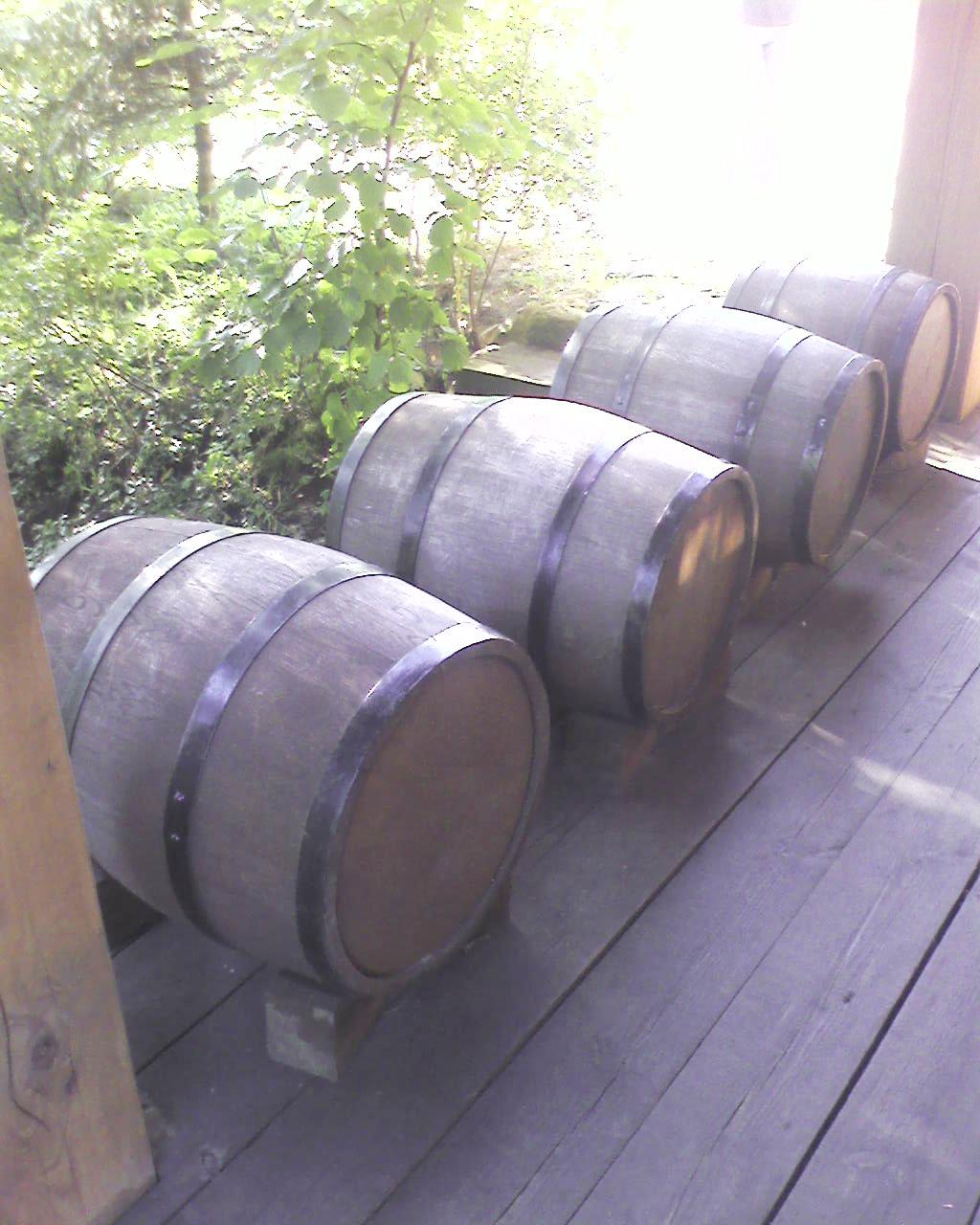
Barriques de vin à Sierpc

Afin que la production de vin puisse être compétitive, les autorités de la voïvodie des Basses-Carpates ont mis en place un programme, dénommé « Podkarpackie Winnice ». Son but est d'aider à la création d'une cinquantaine de vignobles entre 0,1 et un hectare. 
D’autre part, les viticulteurs veulent investir dans des équipements modernes (fouloirs, cuves de fermentation). Ils ont reçu l'aval de l'Union européenne.

### Terroir et vins

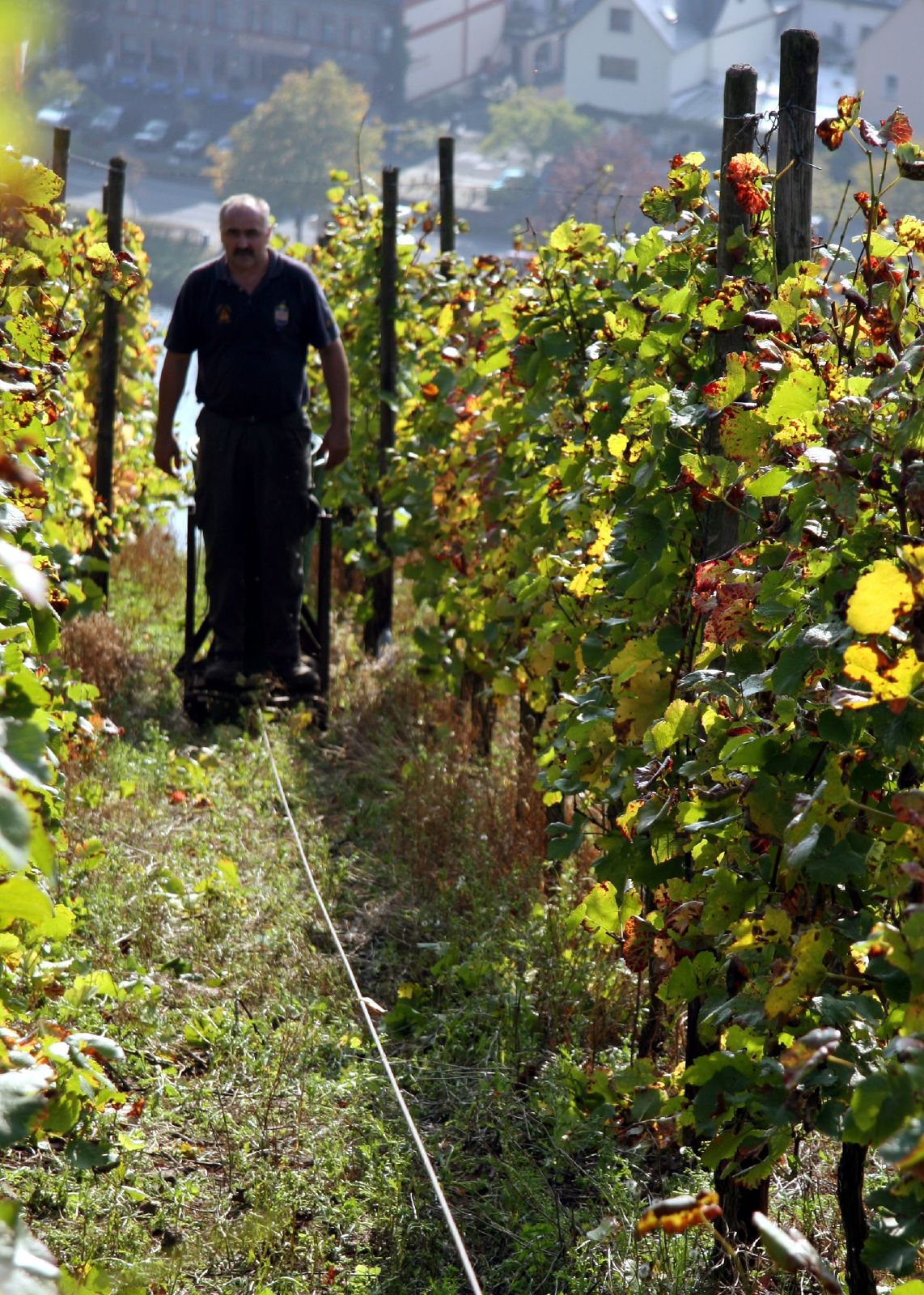
Vendangeur polonais en Allemagne

Les autorités de Cracovie ont décidé de s'orienter vers l'œnotourisme dans la région de la Petite-Pologne. Le projet a pour but d'intéresser les touristes aux vignobles de la Petite Pologne. À un programme de visite des domaines viticoles, doit s'ajouter celui de la découverte de la cuisine locale et l'hébergement dans des auberges et gîtes.

### Structure des exploitations
La viticulture doit beaucoup aux Polonais partis vendanger en Europe et qui ont voulu implanter un petit vignoble chez eux. L'objectif était prometteur car il n’existait pas de contrainte concernant ces plantations. Aux premiers exploitants, amateurs passionnés mais sans formation technique, ce sont agrégés des agriculteurs qui envisageaient également de se tourner vers la production de vin.
Les surfaces viticoles sont passées de 155 hectares en 2004 à 400 hectares actuellement, soit environ 500 exploitations. C'est un vignoble qui reste fortement morcelé, avec plus de 2 000 parcelles. Mais une tendance au regroupement est observable puisque le nombre des exploitations de plus de 5 ares a dépassé les 200. De plus de grands domaines se constituent comme celui de Golesz, un château situé à 50 kilomètres de la frontière slovaque.

### Type de vins et gastronomie

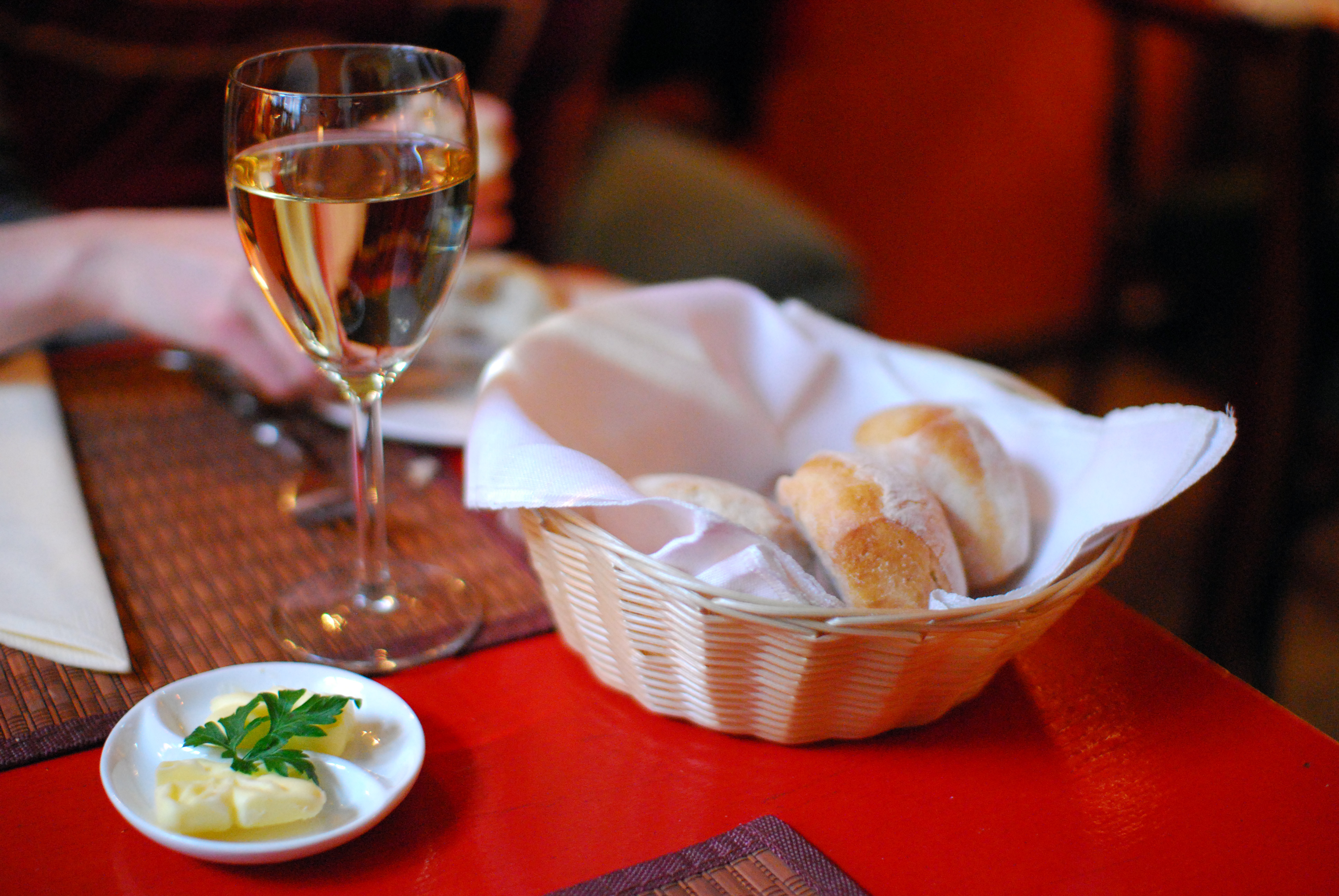
Dans un restaurant de Gdansk

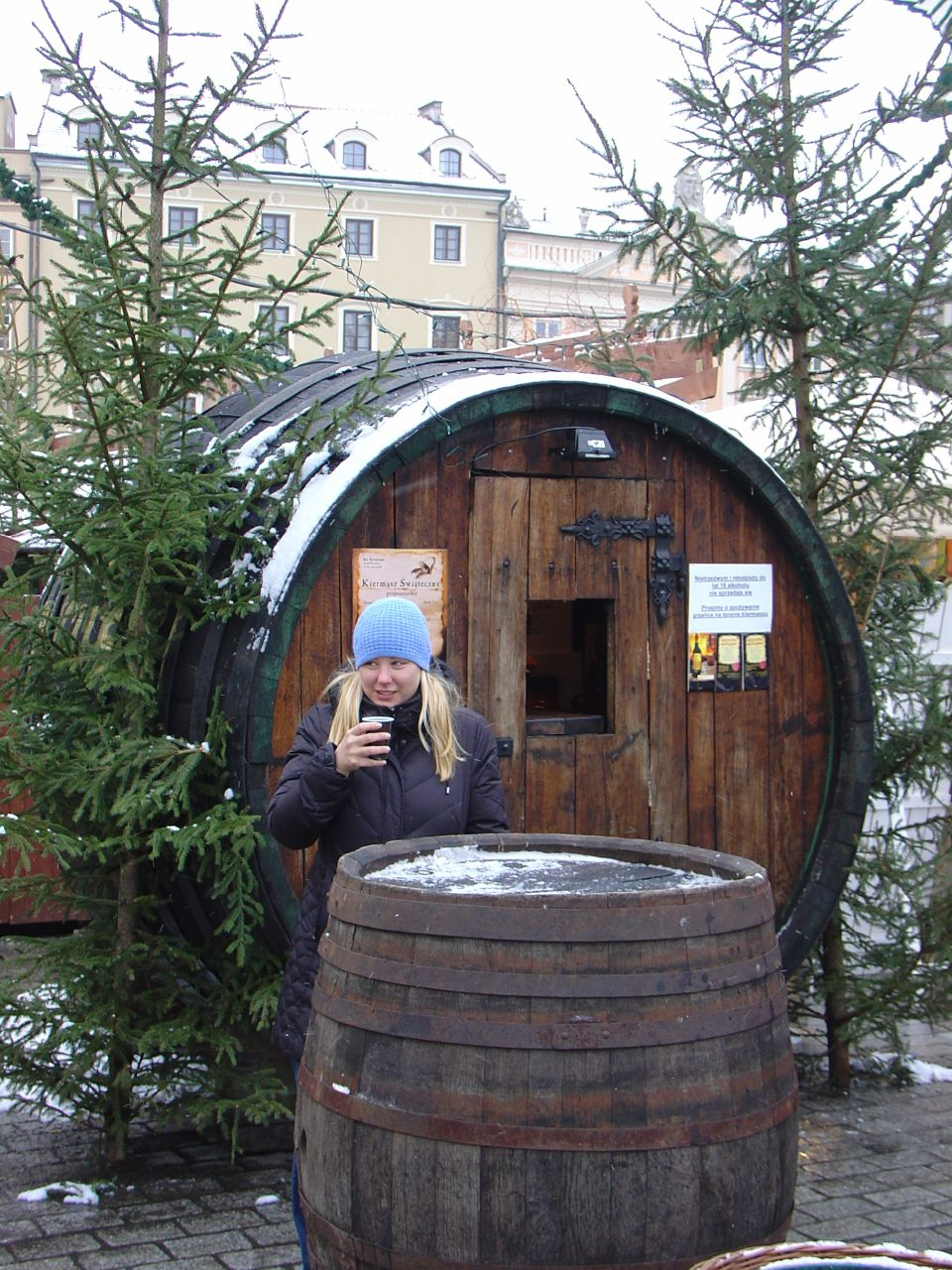
La tradition du vin chaud et épicé

Le changement du mode de vie et les vacances fréquentes dans les pays de l'Europe de l'Ouest ont fait découvrir aux Polonais que le vin faisait partie du quotidien et d'un mode de vie sain. Cette dernière notion est un facteur décisif lors des achats alimentaires.
Pendant longtemps les consommateurs ont privilégié, tant en rouge qu'en blanc, les vins doux, demi-secs puis secs. Cette consommation représentait 93,8 %, le rosé étant peu apprécié avec 6,2 %. Ce type de choix, au cours des années 1990, provenait de l'habitude de consommer des vermouths bulgares très aromatisés et sucrés. La découverte des vins occidentaux a fait qu'ils se sont tournés vers les vins secs et les vins rouges. 
L'embouteillage de vins importés en vrac, qui atteignit 120 000 hectolitres en 2005, est en forte diminution face aux importations des vins en bouteille. Le vin en vrac, en Pologne, est un produit de bas de gamme avec un taux de sucre important qui masque une acidité excessive et trouve une clientèle dans le milieu des consommateurs impécunieux. Les fournisseurs de vrac sont l'Italie et la Croatie. Les vins français, en raison de leurs prix élevés, ont dû se créer une clientèle. Grâce des campagnes de communication ciblées, ils ont acquis une place de leader.

### Vins de fruits

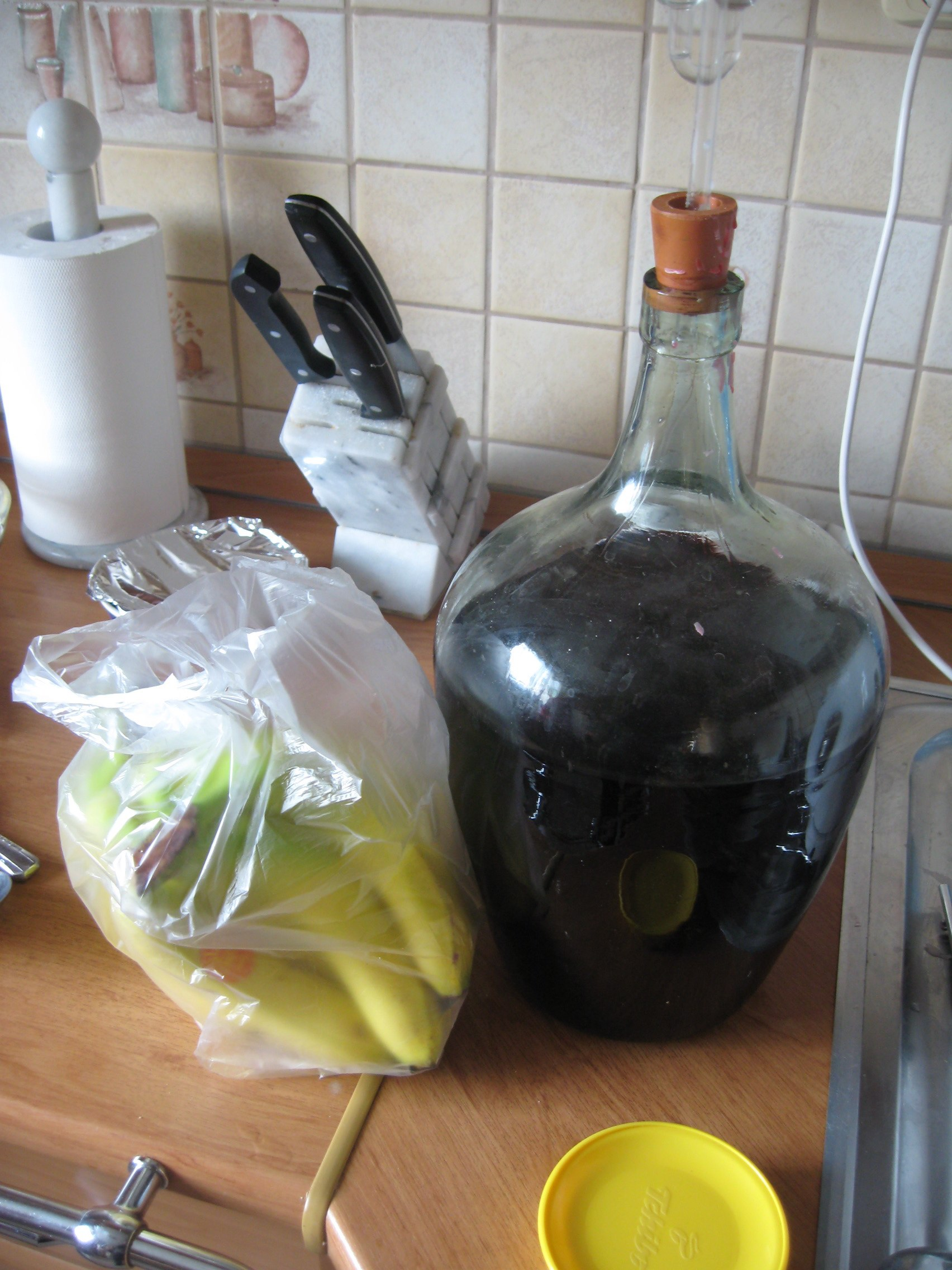
Vin de cerises

Le vin polonais traditionnel fut pendant longtemps associé aux vins de fruits, devenus maintenant la boisson emblématique des étudiants et des clochards. Cette production conserve une certaine importance. Elle est faite à partir de la fermentation ou de la macération de nombre de fruits, seuls ou en assemblage, dont les pommes, les cerises, les groseilles, le cassis, l'aronia et les pêches. Les quantités produites restent importantes, puisqu'elles ont atteint près de 2 100 000 d'hectolitres en 2005. Ces boissons, de piètre qualité, sont commercialisées sous des marques génériques, le seul attrait étant leur faible prix de vente. Cependant, on peut aussi trouver des vins de fruits locaux très bon, sans ajout de "spirytus" (alcool rectifié à 80%) mais il est nécessaire de connaitre des Polonais qui produisent des fruits eux-mêmes puisqu'on ne trouvera pas ces vins dans les supermarchés (ex: vin de fraise, fruit à grosse production en Pologne).

### Commercialisation

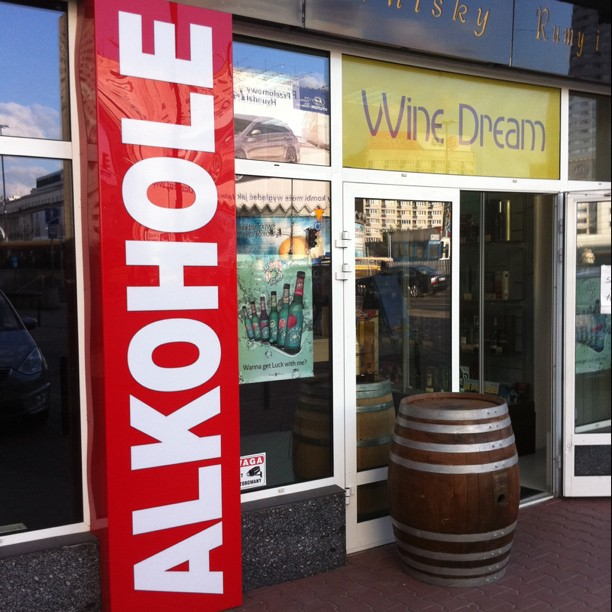
Boutique Wine Dream

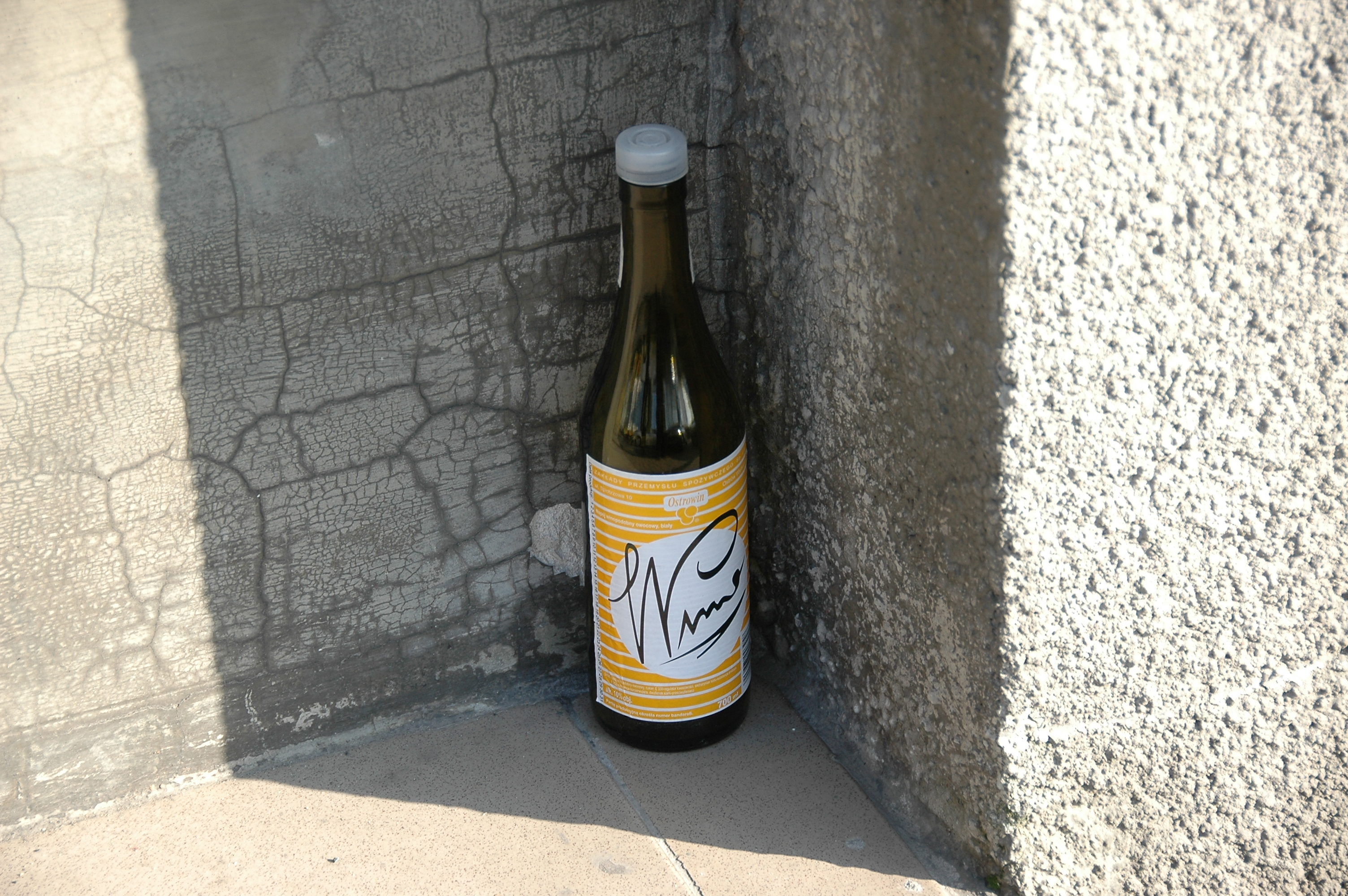
Bouteille de vin polonais

Après avoir obtenu en décembre 2004 l'accord de la Commission européenne pour développer leur production, les viticulteurs eurent l'ambition de la vendre. Mais ils ne purent commercialiser leurs vins car il n'y avait pas de législation adéquate. Un projet de loi fut déposé au ministère de l'Agriculture. 
Il fallut attendre quatre ans et la menace des viticulteurs impatientés de déposer plainte contre leur gouvernement auprès du tribunal de Strasbourg pour que la loi polonaise n'interdise plus la vente du vin polonais élaboré à domicile. Sans cette autorisation de mise sur le marché, la Pologne restait l'un des rares pays européens à interdire à ses vignerons d'embouteiller le vin de leur terroir et de le commercialiser. En 2008, le Parlement vota la loi attendue, ce qui permet, depuis mai 2011, que les producteurs de vins ne sont plus contraints de s'enregistrer en tant que commerçants pour vendre leur production.
Le secteur viticole polonais, qui a pendant longtemps été confronté à un manque de promotion et à la concurrence des grands pays viticoles, s'est donné comme objectif de vendre sa production dans l'hôtellerie, la restauration ou des établissements agro-touristiques et de promouvoir l'œnotourisme. Quelques passionnés ont même créé une Académie du vin à Cracovie. 

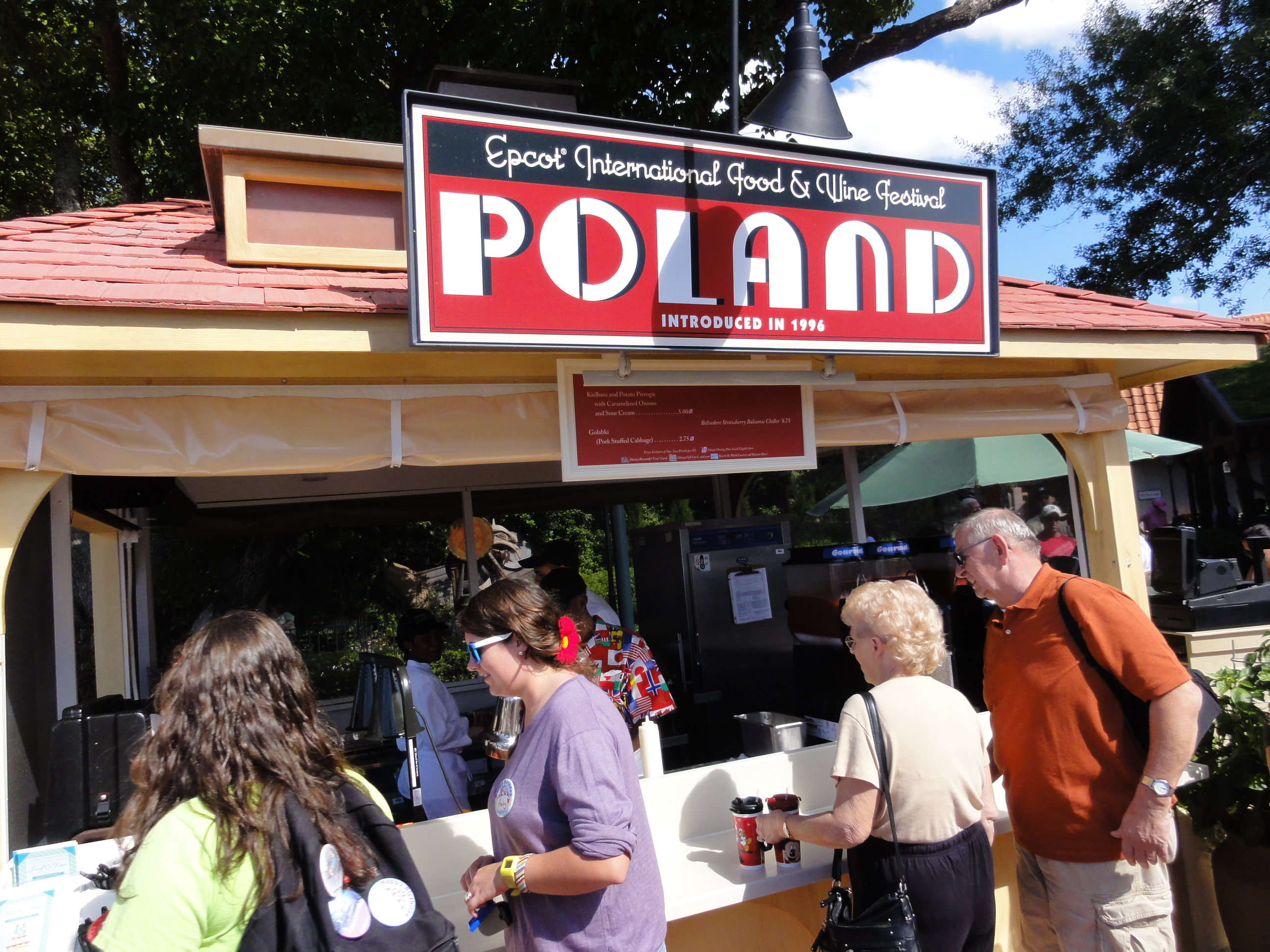
Stand de la Pologne à lInternational Food and Wine Festival de Floride

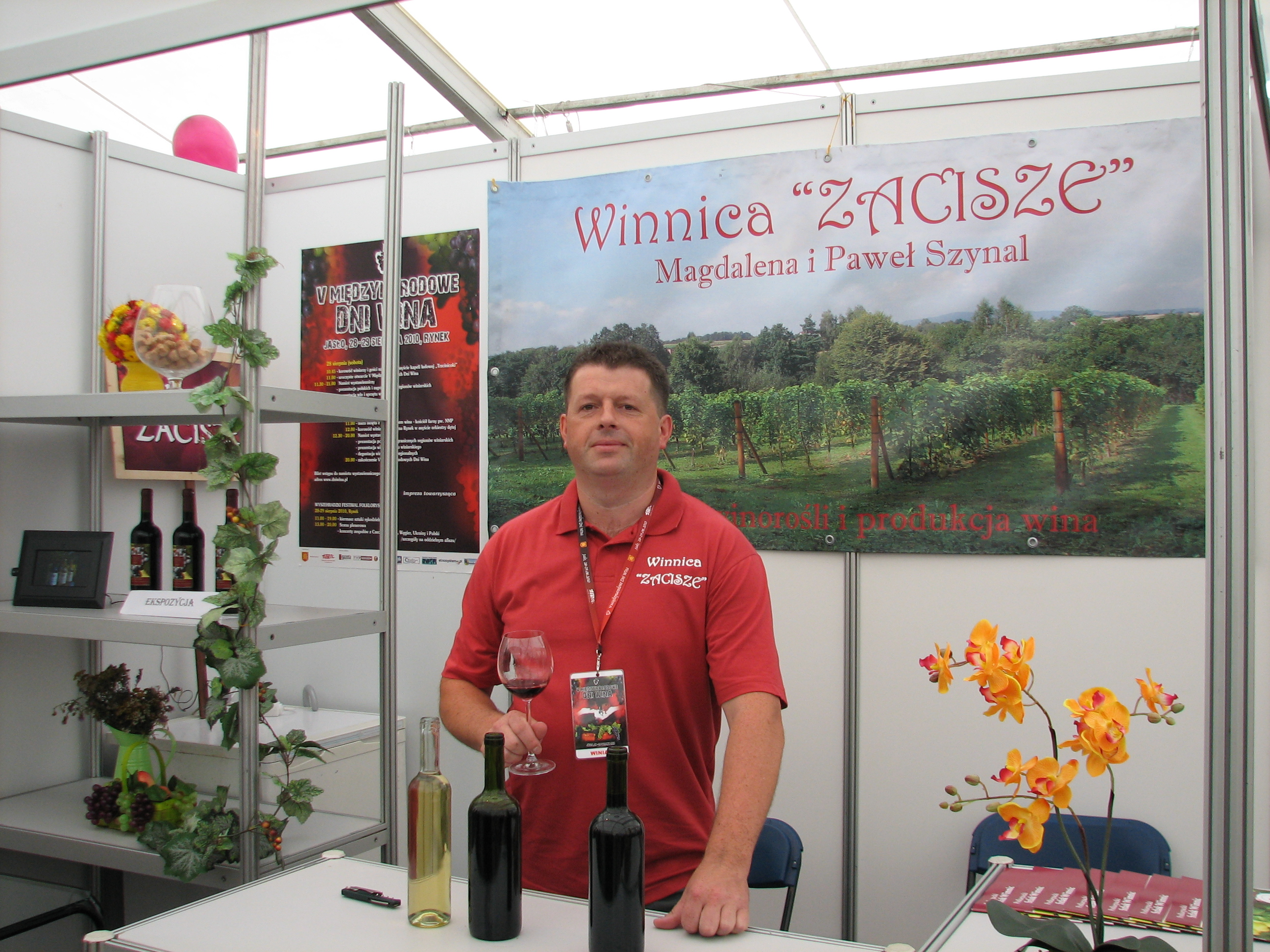
Salon des vins à Jaslo

De plus, chaque année, depuis 2004, se tient à la fin octobre le Salon International des Vins, Spiritueux et Bières à Varsovie. Il réunit des producteurs polonais et étrangers et répond à une consommation en hausse, celle-ci ayant atteint 60,2 millions de litres en 2005. Mais ce chiffre correspond à une consommation de vin qui reste faible puisqu'elle ne représente que 1,3 litre par habitant et par an. Avec sa population de 38,5 millions d'habitants, la Pologne présente donc un fort potentiel de développement, en dépit de la crise économique qui, dans les années 1990, avait divisé par trois la consommation de vin. 
Ce qui a pu être confirmé en 2010, année où les Polonais ont dépensé 750 millions d'euros pour leurs achats en vin. En 2011, ce marché est en pleine expansion et s'annonce encore meilleur grâce à l'enrichissement des classes moyennes et à l'évolution de leurs goûts gastronomiques.

## Winobranie, la fête du vin
Le premier Winobranie de Zielona Gora a eu lieu en octobre 1852. Il se déroule début septembre et dure généralement neuf jours, tous consacrés à la gloire de Bacchus et du vin. Il célèbre la tradition vinicole de la région qui remonte sans doute au XIIe siècle, les premières traces écrites attestant du vignoble local datant, quant à elles, de 1314,.

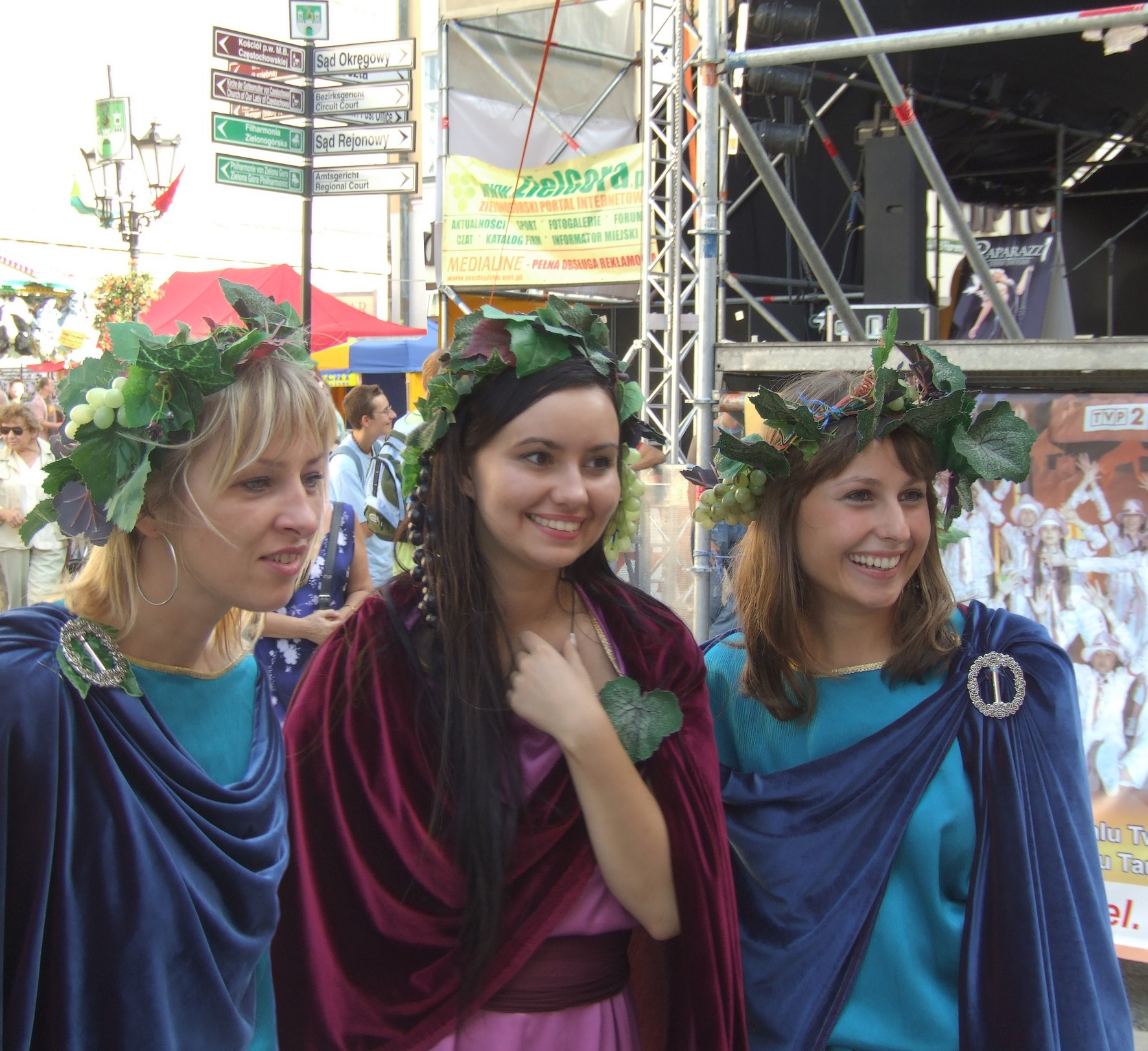
Les ménades
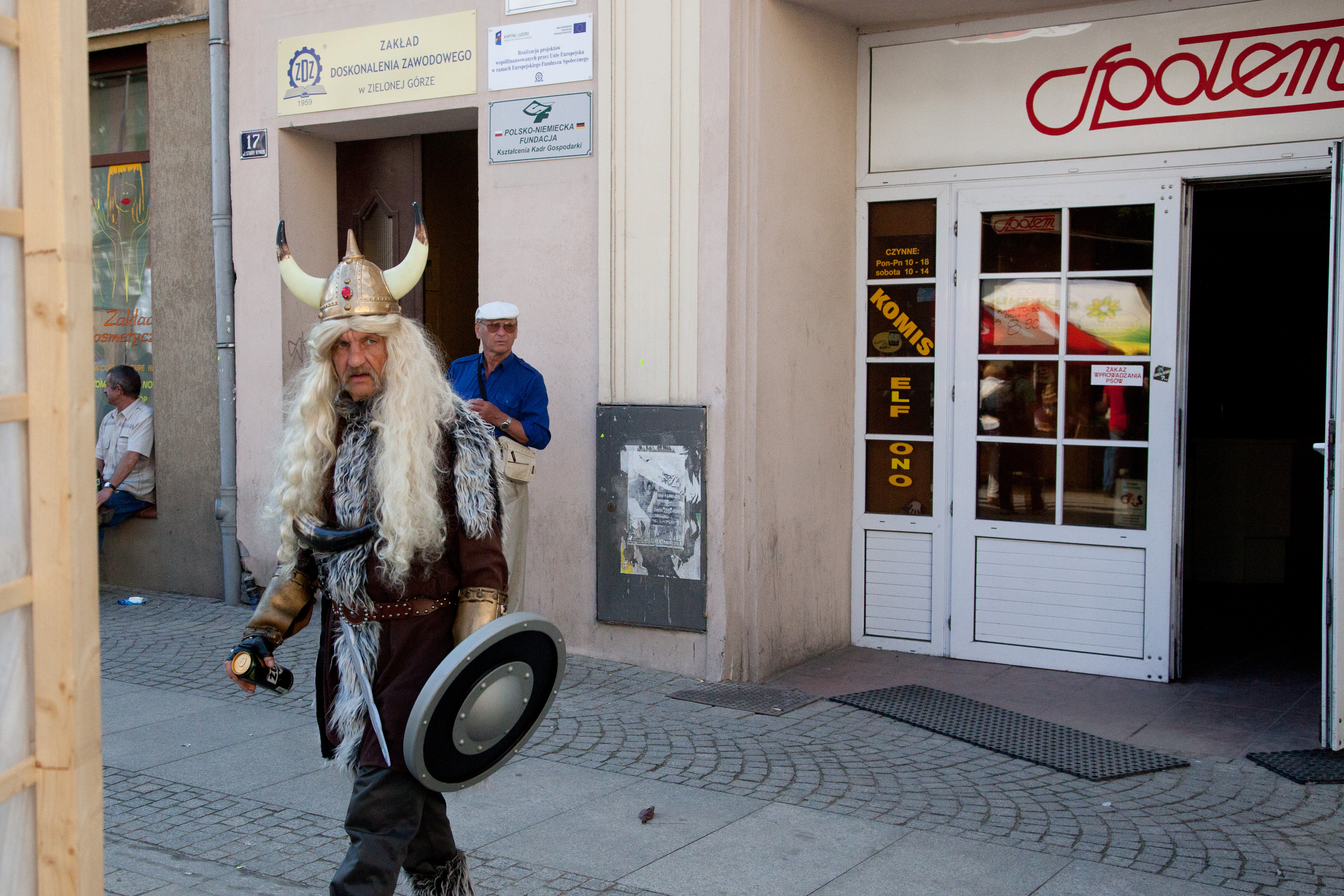
Le Viking de service
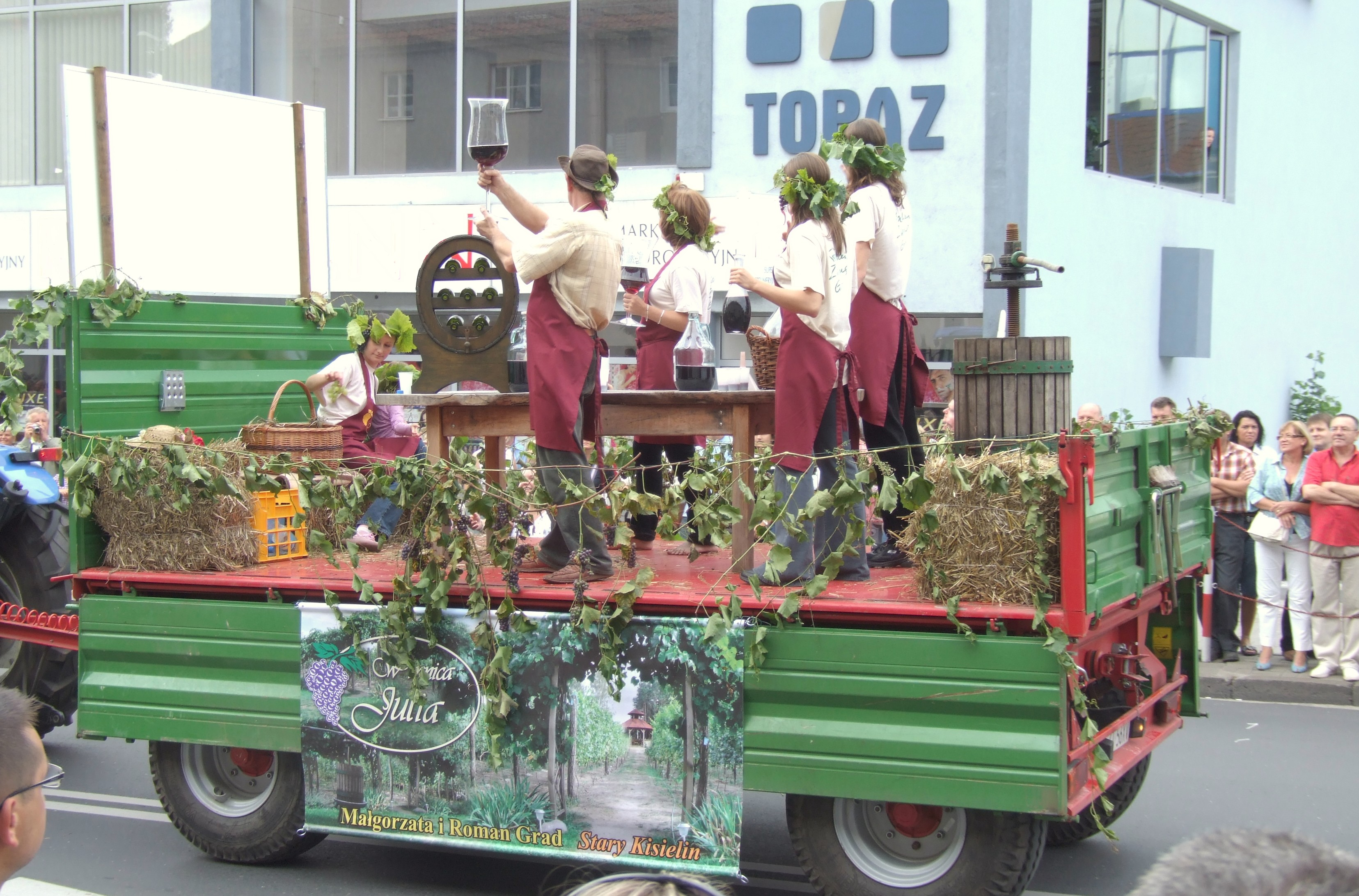
Le char de Bacchus
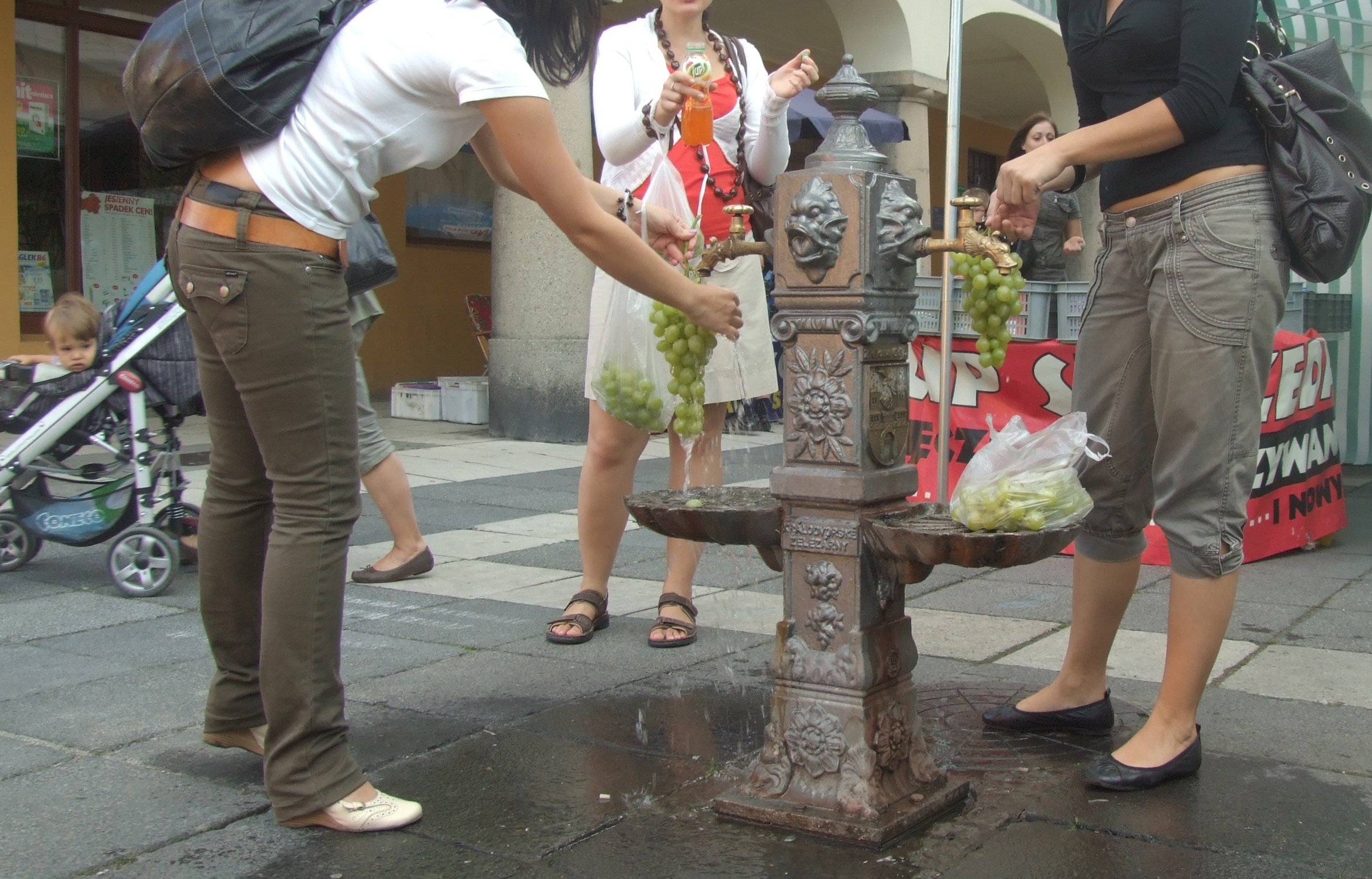
Les grosses grappes